# 68948 Майкоатс
68948 Майкоатс (68948 Mikeoates) — астероїд головного поясу, відкритий 8 серпня 2002 року.
Тіссеранів параметр щодо Юпітера — 3,327.